# لسلی گرووز
لسلی گرووز (انگلیسی: Leslie Groves؛ زاده ۱۷ اوت ۱۸۹۶ درگذشته ۱۳ ژوئیهٔ ۱۹۷۰) یک فرد نظامی اهل ایالات متحده آمریکا بود.
فیلم سینمایی اوپنهایمر ساختهٔ کریستوفر نولان و با بازی کیلین مورفی در نقش اوپنهایمر، امیلی بلانت در نقش همسر اپنهایمر، رابرت داونی جونیور در نقش لوئیس استراوس و مت دیمون در نقش لسلی گرووزدر سال ۲۰۲۳ اکران شد.